# Niekładź
Niekładź (do 2006 Niekładz) – osada w północno-zachodniej Polsce, położona w województwie zachodniopomorskim, w powiecie gryfickim, w gminie Gryfice. Osada graniczy z miastem Gryfice.
W latach 1975–1998 miejscowość administracyjnie należała do województwa szczecińskiego.

## Rys historyczny
W 1121 r. miała miejsce bitwa pod Niekładzem, w której Bolesław III Krzywousty pokonał wojska Pomorzan dowodzone przez księcia Warcisława I i Świętopełka.
Ok. 1380 r. we wsi znajdowało się 12 zagrodników (małorolna, przeważanie poddana ludność). Natomiast w dokumencie wystawionym w 1386 roku przez papieża Klemensa V pojawia się nazwisko Nycias. Wymieniony Niklas (Niclas) był wikarym w gryfickiej parafii, jak również właścicielem wsi. Od niego także miejscowość wzięła swą nazwę. W późniejszym okresie, we wsi posiadali swoje chmielniki gryficcy mieszczanie. Jednakże w 1469 roku Niekładź zostaje zastawiony radzie miejskiej z Gryfic za sumę 425 guldenów reńskich. Z kolei na mapie Lubinusa z 1618 roku widnieje nazwa Neclatz. Do 1945 roku wieś nosiła niemiecką nazwę Neklatz. Po wojnie zaś używano nazwy przejściowej – Aleksandrów.
Wieś folwarczna w formie krótkiej ulicówki, z obustronną zabudową. Po zachodniej stronie drogi usytuowany był zespół pałacowo-parkowy z folwarkiem, po stronie wschodniej zabudowa mieszkalna. Na południe od zasadniczego układu zlokalizowany drugi park. 
Współczesny układ w stosunku do XIX-wiecznego układu, rozbudowany w kierunku południowym (bloki mieszkalne z lat 70. XX w.). Zespół parkowo-pałacowy zdewaloryzowany, brak pałacu, park zniszczony, XIX-wieczna kompozycja folwarku zatarta (nie istnieje). 
W 1948 r. wprowadzono urzędowo polską nazwę Niekładz, zastępując poprzednią niemiecką nazwę Neklatz. W 2006 r. zmieniono nazwę Niekładz na Niekładź.